# Laura Comi

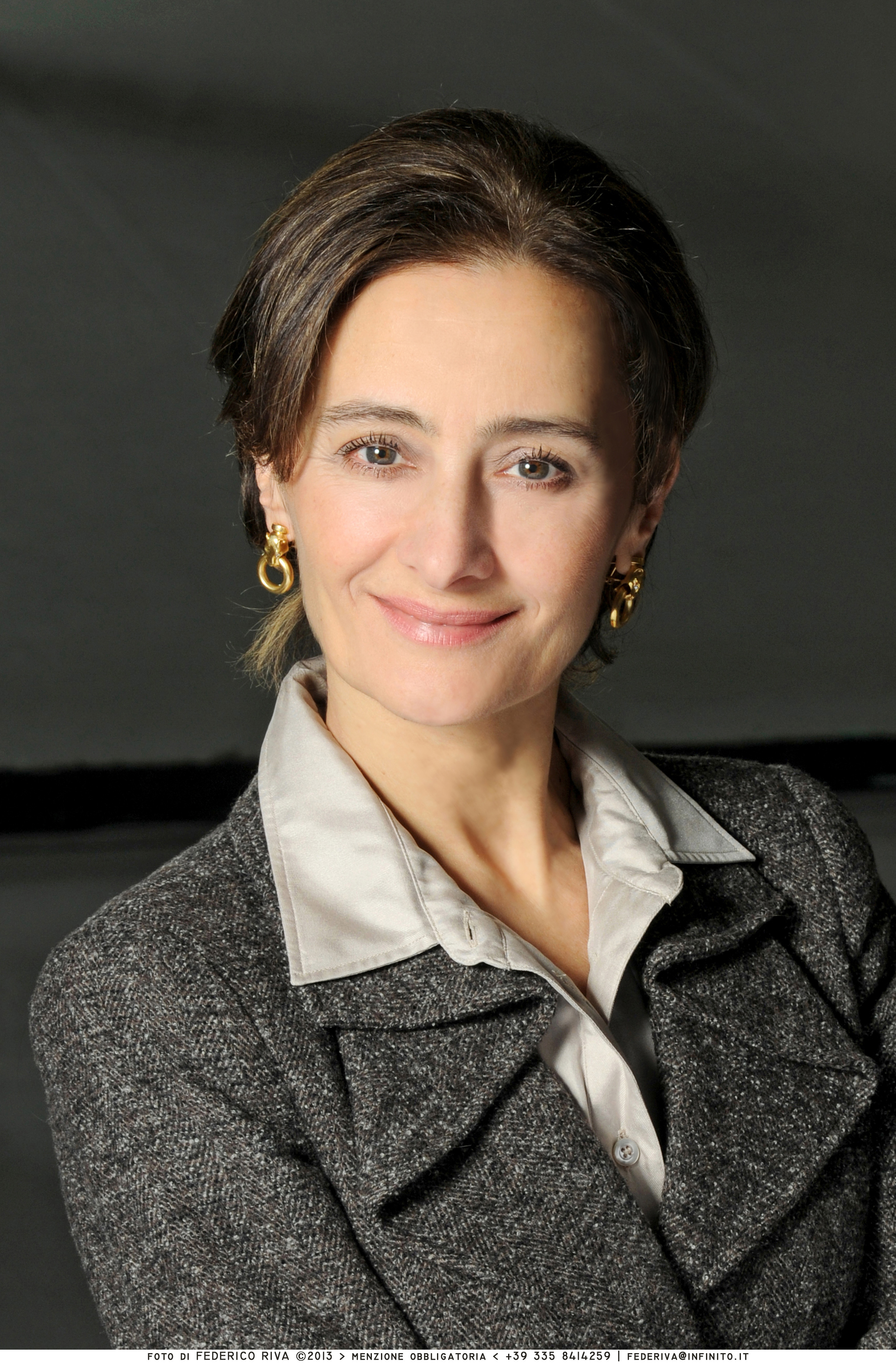
Laura Comi

Laura Comi (...) è una ballerina italiana, étoile del Teatro dell'Opera di Roma e successivamente direttrice della scuola di danza dell'omonimo teatro. Attualmente è la Direttrice artistica della DAF International Ballet School .

## Biografia

### Formazione
Laura Comi inizia a nove anni a studiare danza classica presso la Scuola di Danza del Teatro dell’Opera di Roma, seguendo le orme della sorella Elisabetta, anche lei entrata successivamente nel corpo di ballo del Teatro capitolino.
Contemporaneamente frequenta il liceo classico presso l’Istituto Santa Dorotea di Roma e nel 1982 consegue sia il diploma con Passo d’addio  di tersicorea presso la Scuola di Danza dell’Opera di Roma, sia il diploma di maturità classica.

### Carriera

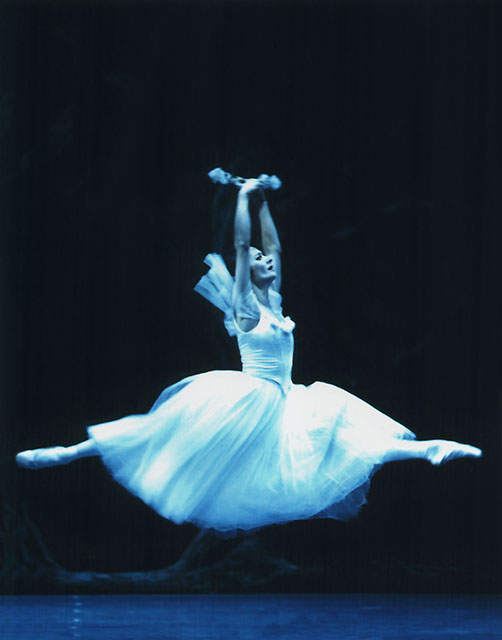
Laura Comi in "Giselle", coreografia di Carla Fracci, 2004

Accanto alle prime esperienze nel corpo di ballo del Teatro dell’Opera, nel 1983 compie una tournèe in Germania e nel 1989 un periodo di perfezionamento presso la compagnia londinese English National Ballet sotto la direzione artistica di Peter Schaufuss, subito dopo il quale entra stabilmente nel corpo di ballo del Teatro dell’Opera di Roma, dove inizia a cimentarsi nei principali ruoli del repertorio classico sotto la direzione di Elisabetta Terabust.
Hanno contribuito alla sua crescita artistica i numerosi coreografi con i quali è venuta a contatto e i diversi suoi direttori: oltre che Peter Schaufuss ed Elisabetta Terabust, Majja Pliseckaja, Giuseppe Carbone, Amedeo Amodio, Carla Fracci e Micha van Hoecke. 
Nel 1996 è nominata Prima Ballerina da Giuseppe Carbone e nel 2004 Étoile da Carla Fracci.
Nel 2005 Alberto Testa ha scritto di lei: "Nel complesso dell'Opera di Roma Laura Comi è la migliore Giselle di oggi trasmessaci dalla migliore Giselle del mondo di ieri: Carla Fracci".
Dal 2000 collabora come insegnante di repertorio presso la Scuola di Danza del Teatro dell’Opera di Roma e nel 2007 firma le coreografie dei ballabili nella trilogia verdiana – Rigoletto, La traviata, Il trovatore – messa in scena nell’ambito del Festival dei Presidi di Orbetello (GR).
Dall’ottobre 2011 al luglio 2022 è direttrice della Scuola di Danza del Teatro dell’Opera di Roma, nei cui programmi inserisce nuovi corsi e materie di studio, conferenze, scambi con scuole di danza professionali internazionali, partecipazioni assidue degli allievi agli spettacoli del Teatro, ad eventi culturali e gala di danza. 
Nel 2022 sostiene la produzione della docuserie Scuola di danza - I ragazzi dell’Opera , realizzata per RaiPlay, cui partecipa nel proprio ruolo di direttrice.

## Repertorio

### Teatro dell’Opera di Roma[6]
- Apollon Musagète, musica di Igor' Stravinskij: coreografia di George Balanchine ripresa da Nanette Glushak
- Allegro brillante, musica di Pëtr Il'ič Čajkovskij: coreografia di George Balanchine
- Carmina Burana, musica di Carl Orff: coreografia di Giuseppe Carbone

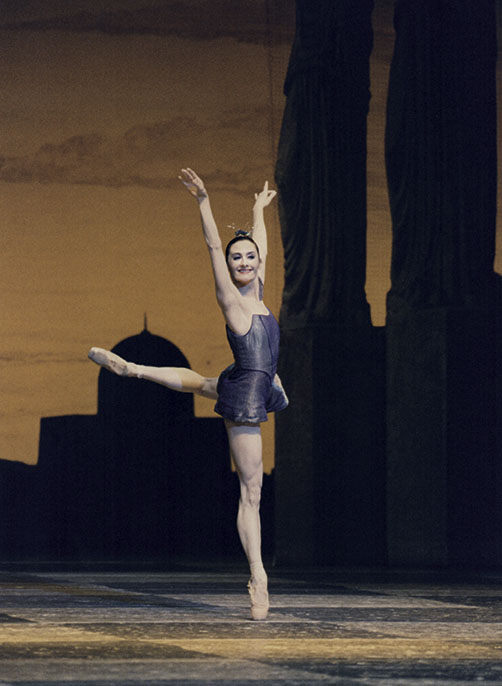
Laura Comi in "Cenerentola", coreografia di Luciano Cannito, 1996

- Laura Comi in "Cenerentola", coreografia di Luciano Cannito, 1996Cenerentola, musica di Sergej Sergeevič Prokof'ev: coreografia di Carla Fracci, Alfredo Rodriguez e Loris Gai[7] - coreografia di Luciano CannitoLaura Comi e Roberto Bolle in "Don Chisciotte", coreografia di Rudol'f Nureev, 1998

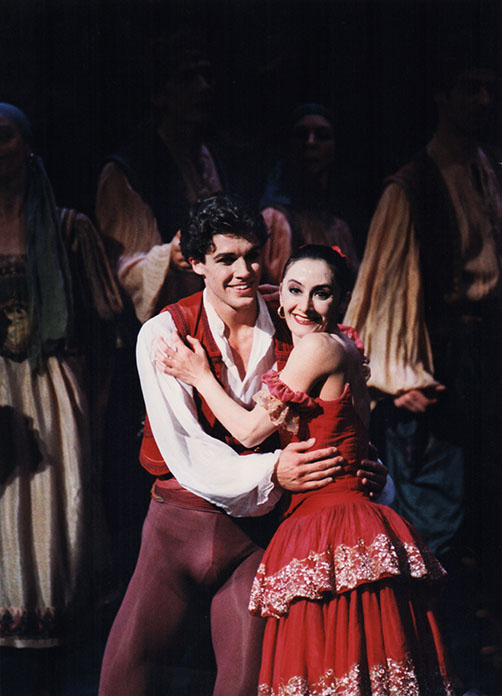
Laura Comi e Roberto Bolle in "Don Chisciotte", coreografia di Rudol'f Nureev, 1998

- Coppélia, musica di Leo Delibes: coreografia di Mauro Bigonzetti - coreografia di Amedeo Amodio
- Don Chisciotte, musica di Aloisius Ludwig Minkus: coreografia di Aleksandr Gorskij e Zarko Prebil - coreografia di Rudol'f Nureev ripresa da Aleth Francillon
- Estri, musica di Goffredo Petrassi: coreografia di Aurel Miholy Milloss ripresa da Amedeo Amodio
- Filumena Marturano, musica di Nino Rota: coreografia di Luc Bouy
- Gerusalemme, musica di Giuseppe Verdi: coreografia di Luc Bouy
- Girotondo romano, musica di Nino Rota: coreografia di Luciano Cannito
- Giselle, musica di Adolphe-Charles Adam: coreografia di Zarko Prebil - coreografia di Carla Fracci, Jean Coralli, Jules Perrot, Marius Petipa e Anton Dolin
- I quattro temperamenti, musica di Paul Hindemith: coreografia di George Balanchine
- Il lago dei cigni, musica di Pëtr Il'ič Čajkovskij: coreografia di Galina Samsova, Marius Petipa e Lev Ivanov
- Il lungo viaggio della notte di Natale[8], musica di Pëtr Il'ič Čajkovskij e Igor Stravinskij: coreografia di Paul Chalmer
- Il pipistrello, musica di Johann Strauss jr.: coreografia di Ricardo Núñez
- I vespri siciliani, musica di Giuseppe Verdi: coreografia di Heinz Spoerli[9]
- Jeux, musica di Claude Debussy: coreografia di Vaclav Nijinskij ripresa da Millicent Hodson
- Kačhaturjan Pas de deux, musica di Aram Il'ič Chačaturjan: coreografia di David Allan
- L'art d'aimer, musica di Gian Battista Pergolesi e Niccolò Porpora: coreografia di Jean-Pierre Aviotte
- L'uccello di fuoco, musica di Igor' Stravinskij: coreografia di Giuseppe Carbone
- La bella addormentata nel bosco, musica di Pëtr Il'ič Čajkovskij: coreografia di Marius Petipa e André Prokovsky - coreografia di Paul Chalmer e Marius Petipa
- La bisbetica domata, musica di Kurt-Heinz Stolze da Domenico Scarlatti: coreografia di John Cranko ripresa da Jane Bourne
- La fille mal gardée, musica di Ferdinand Hérold: coreografia di Frederick Ashton
- La Gioconda, musica di Amilcare Ponchielli: coreografia di Derek Deane
- La Sylphide, musica di Herman Severin Løvenskiold: coreografia di Peter Schaufuss[10] - coreografia di August Bournonville ripresa da Carla Fracci e Niels Kehlet
- Les biches, musica di Francis Poulenc: coreografia di Bronislava Nijinska ripresa da Irina Nijinska
- Le jardin jeux d’amour, musica di Johann Sebastian Bach: coreografia di Jean-Christophe Maillot
- Lo schiaccianoci, musica di Pëtr Il'ič Čajkovskij: coreografia di Vladimir Fedoseev e Aleksandr Vedernikov - coreografia di Zarko Prebil - coreografia di Amedeo Amodio - coreografia di Jean-Yves Lormeau e Marius Petipa
- Onegin, musica di Pëtr Il'ič Čajkovskij: coreografia di John Cranko ripresa da Jane Bourne
- Paganini, musica di Sergej Rachmaninov: coreografia di Leonid Lavrovsky ripresa da Vladimir Vasil'ev
- Parade, in Serata Picasso Massine, musica di Erik Satie: coreografia di Léonide Massine
- Passasti al par d’amore…, musica di Vincenzo Bellini: coreografia di Loris Gai
- Per Alvin, musica di Darol Anger, Donald Balakrishnan, Mark Summer e Katrina Wreede: coreografia di Amedeo Amodio
- Petruška, musica di Igor Stravinskij: coreografia di Michel Fokine ripresa da Andris Liepa
- Rajmonda, musica di Aleksandr Glazunov: coreografia di Carla Fracci, Marius Petipa, Gillian Whittingham e Loris Gai
- Requiem per Edith Stein, musica di Luciano Berio, Johann Sebastian Bach e Maurice Ravel: coreografia di Fabrizio Monteverde
- Ricercare a nove movimenti, musica di Antonio Vivaldi: coreografia di Amedeo Amodio
- Romeo e Giulietta, musica di Hector Berlioz: coreografia di Amedeo Amodio[11]
- Romeo e Giulietta, musica di Sergej Sergeevič Prokof'ev: coreografia di John Cranko ripresa da Jane Bourne e da Georgette Tsinguirides
- Serata Romantica Pas de Quatre e Pas de Trois da La Péri, musica di Cesare Pugni: coreografia di Jules Perrot e Anton Dolin ripresa da Gillian Whittingham
- Spartak, musica di Aram Il'ič Chačaturjan: coreografia di Jurij Grigorovič
- Three preludes, musica di Sergej Rachmaninov: coreografia di Ben Stevenson
- Trilogia di Figaro, musica di Wolfgang Amadeus Mozart: coreografia di Luciano Cannito
- Who Cares?, musica di George Gershwin: coreografia di George Balanchine ripresa da Nanette Glushack

### Tournée e spettacoli in altre sedi
- Teatro Comunale di Firenze - Stagione estiva nei Giardini di Boboli, 2002
- Norfolk (Virginia, Usa) - Gala Internazionale Todi Music Fest, 2003
- Bento Gonçalves (Rio Grande do Sul, Brasile), 2003
- Teatro Municipale di Piacenza, 2004
- Teatro Massimo Vincenzo Bellini di Catania, 2004
- Teatro del Cremlino di Mosca, 2004
- Teatro romano di Aspendo (Turchia), 2005
- Teatro Verdi di Trieste, 2006
- Anfiteatro di Positano - Serata Pas de Dieux, 2007
- Orbetello - Festival dei Presidi - Trilogia di Verdi: Rigoletto, La traviata, Il trovatore, 2007[12]
- Palazzo Ferrajoli, Roma - Cerimonia di consegna del Premio Kouros, 2011[13]
- Conservatorio Giuseppe Verdi di Torino - Saffo. Una donna fuori dal tempo, musica di Sergio Merletti, coreografia di Arturo Cannistrà, 2011

### Teatro di prosa
- Il canto del cigno con Mario Scaccia, 2004[14]
- Alcyone, spettacolo di danza, musica e poesia con Mario Scaccia e Mario Marozzi (prima assoluta), 2007[15]

### Partner internazionali
- Marcello Angelini
- Roberto Bolle
- Yannick Boquin
- Thomas Edur
- Andrian Fadeev
- Maximiliano Guerra
- Rex Harrington
- Mario Marozzi
- Vito Mazzeo
- Alessandro Molin
- Tamas Nagy
- Raffaele Paganini
- Giuseppe Picone
- Robert Tewsley
- Igor Yebra

## Premi e riconoscimenti
- 1996 - Premio Positano Léonide Massine per l’Arte della Danza conferitole da Alberto Testa
- 2001 - Premio Gino Tani alla Settimana Internazionale della Danza di Spoleto per l’interpretazione in Romeo e Giulietta
- 2005 - Premio Marforio d’oro per la danza conferitole dall’Associazione culturale “Romeo Collanti”
- 2006 - Premio Le Ragioni della Nuova Politica dell’Associazione culturale “Alba del Terzo Millennio”
- 2008 - Premio Positano Léonide Massine per l’Arte della Danza - XXXVII edizione - Targa speciale Premio alla carriera[16]
- 2009 - Premio internazionale La Ginestra d’oro e Premio Roma è… Arte e Fede
- 2010 - Global Education Award (GEF) e Targa d’Argento Athena Parthenos
- 2017 - Premio World of Fashion nell'ambito della manifestazione Alta Roma[17]
- 2021 - Premio Internazionale Evento Donna[18]
- 2022 - Premio Donna Illuminata 2022[19]